# Lávový proud

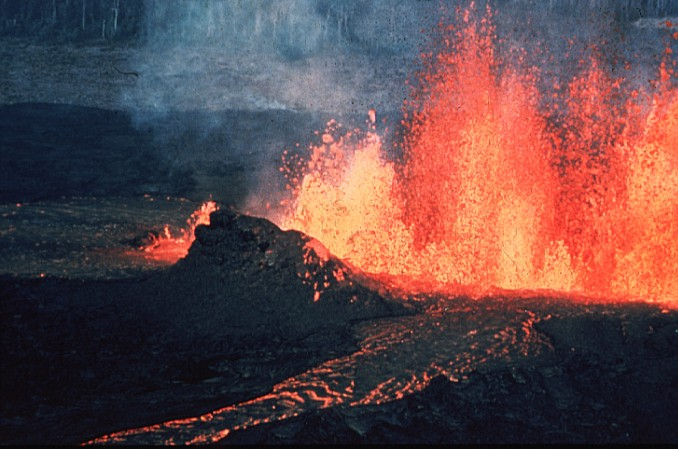
Žhavý lávový proud vytékající z praskliny, kde je magma na povrch chrleno lávovou fontánou

Lávový proud je výlevný projev sopečné aktivity na povrchu tělesa tvořený lávou. Nejčastěji vzniká, když magma vystoupí na povrch tělesa a vylije se ze sopečného kráteru do okolí, odkud se vlivem gravitace začne šířit z vyšších poloh do nižších. Samotný proud může dosahovat různé délky od několika metrů až po stovky kilometrů a různé tloušťky. Proudy se často vzájemně překrývají, jak dochází k opakování sopečné činnosti, čímž může vznikat kuželovité těleso sopky (charakteristický příklad je štítová sopka či stratovulkán). Známá jsou z celé řady vesmírných těles; například ze Země, Mars, Venuše, Měsíc či pravděpodobně i Merkuru. Staré lávové proudy se vyskytují i na území Česka a to např. v lokalitě Mezina.
V závislosti na chemickém složení taveniny a obsahu volatilií mají lávové proudy různé vlastnosti a mobilitu. S rostoucím obsahem tetraedrů křemíku (Si2O) v lávě dochází k nárůstu viskozity a tím zmenšování schopnosti lávy téci. Viskozitu taktéž ovlivňuje postupná ztráta tepla proudu a tedy jeho ochlazování, čímž narůstá množství krystalů v tavenině a nárůstu její viskozity. Tuhnutí proudu se většinou odehrává od povrchu a spodní strany proudu (v případě, že se proud chová laminárně), takže proud může být uprostřed stále žhavý umožňující pohyb lávy. Tím mohou vznikat lávová koryta či lávové tunely. Rozdílné chemické vlastnosti proudů se taktéž odrážejí na jejich vzhledu. U bazické lávy se tak v závislosti na chemismu můžeme setkat s charakteristickou strukturou provazovité lávy (tzv. pāhoehoe), či blokovitou strukturou (tzv. ʻaʻa).
Předpokládá se, že v některých případech je množství vyvrhované lávy natolik velké, že se láva nepohybuje laminárně, ale turbulentně. Podobným mechanismem turbulentního proudění lávových proudů pravděpodobně vznikly útvary známé jako sinuous rilles popsané z povrchu Měsíce či Marsu.

## Vznik
Vystupující magma je většinou do určité míry obohaceno sopečnými plyny, které se začnou s klesajícím tlakem z magmatu uvolňovat. Jak magma vystupuje dále k povrchu, bubliny plynu se slučují dohromady a s pokračujícím poklesem tlaku zvětšují svůj objem. Pokud jejich hodnota dosáhne přibližně 70 až 80 % celkového objemu v tavenině, dojde k fragmentaci magmatu a explozivní erupci. Nicméně, pokud je objem bublin sopečných plynů v magmatu menší, k jeho fragmentaci nedochází v takové míře a magma se dostává na povrch v tekuté podobě. Magma, na povrchu označované jako láva, se tak vylévá či stříká z trhliny či kráteru do okolí a začíná se z místa výstupu postupně šířit. Tím vzniká lávový proud, který se následně dle gravitace šíří z vyšších oblastí do nižších, obdobně jako se chová voda na povrchu tělesa.
Nicméně lávový proud může vzniknout i v případě, kdy dochází k fragmentaci magmatu a jeho vyvrhování do okolí. Může nastat situace, že vyvrhovaná pyroklastika nestihnou zcela vychladnout během letu ze sopečného kráteru a po dopadu jsou stále zčásti roztavená. Pokud mají dostatečnou teplotu, mohou se opět roztavit a vytvořit znova taveninu. Vzniká tak lávový proud bez jasného spojení se sopečným kráterem či trhlinou, ze které na povrchu vystupuje láva.

## Galerie

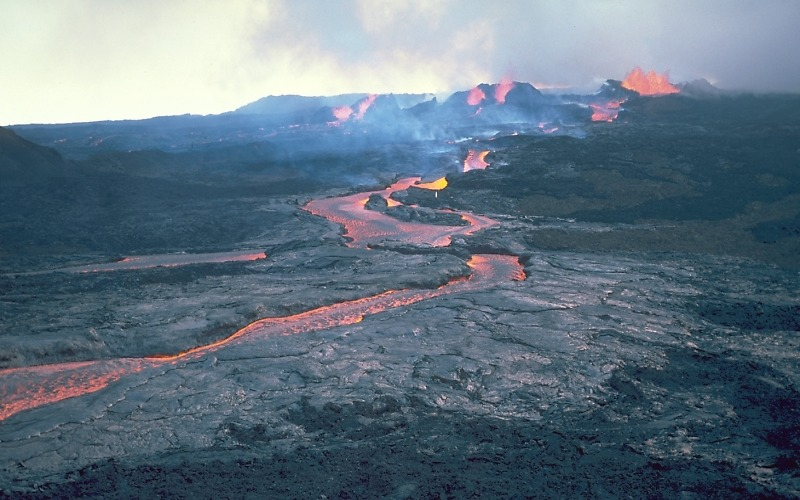
AA láva odtékající korytem; na stranách koryta jsou dobře patrné malé lávové výlevy
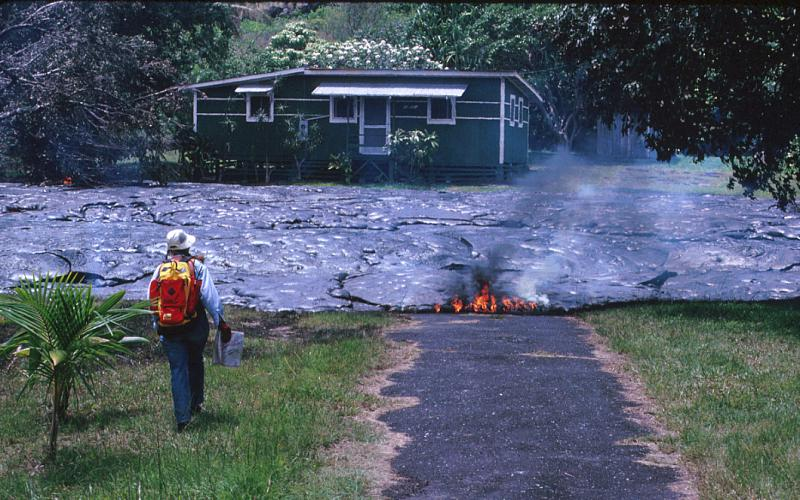
Lávový proud může téci až na vzdálenost desítek kilometrů. Během cesty způsobuje značné škody jak na vegetaci, tak i na infrastruktuře